# Dorfkirche Mürow

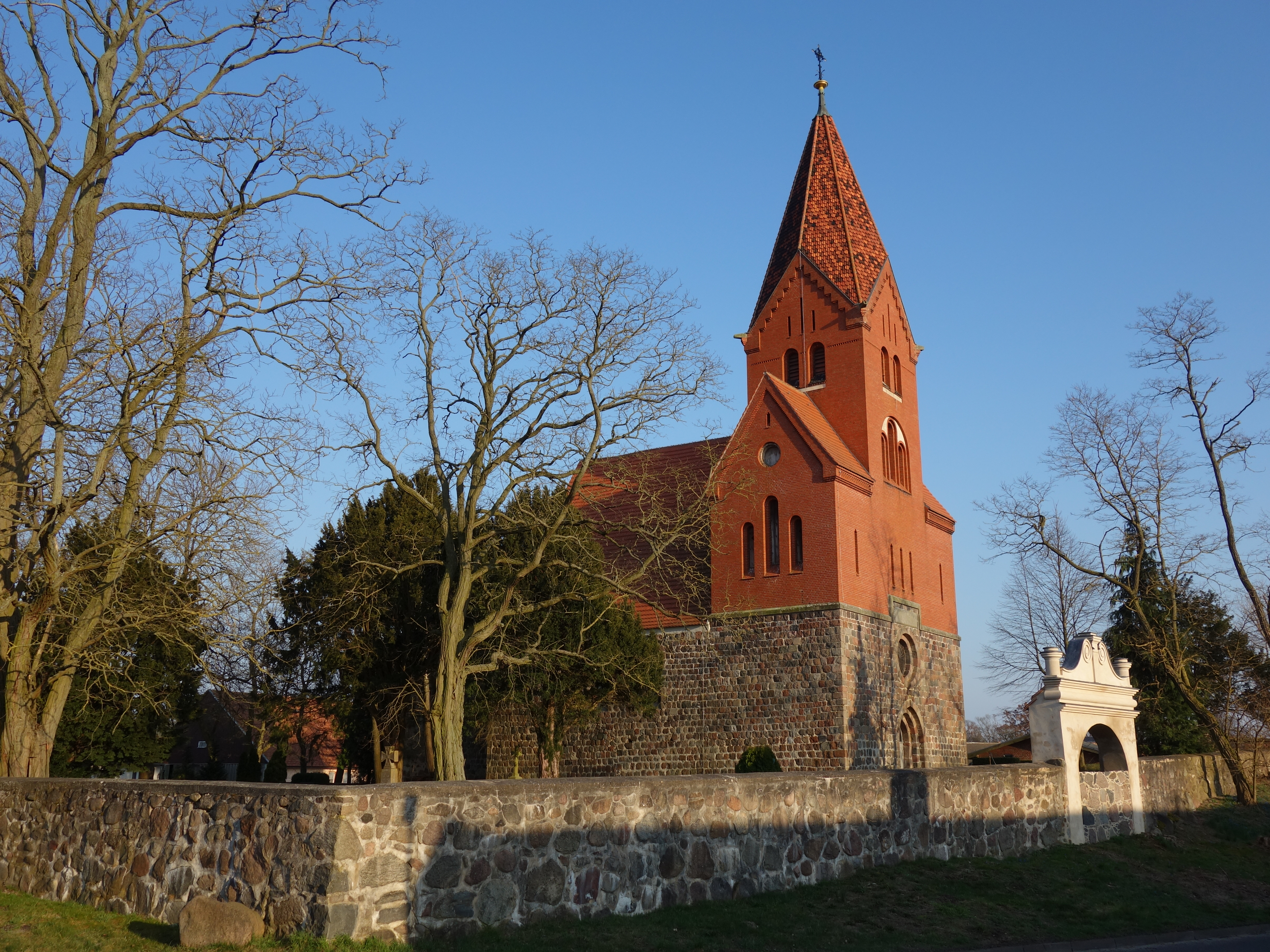
Dorfkirche Mürow

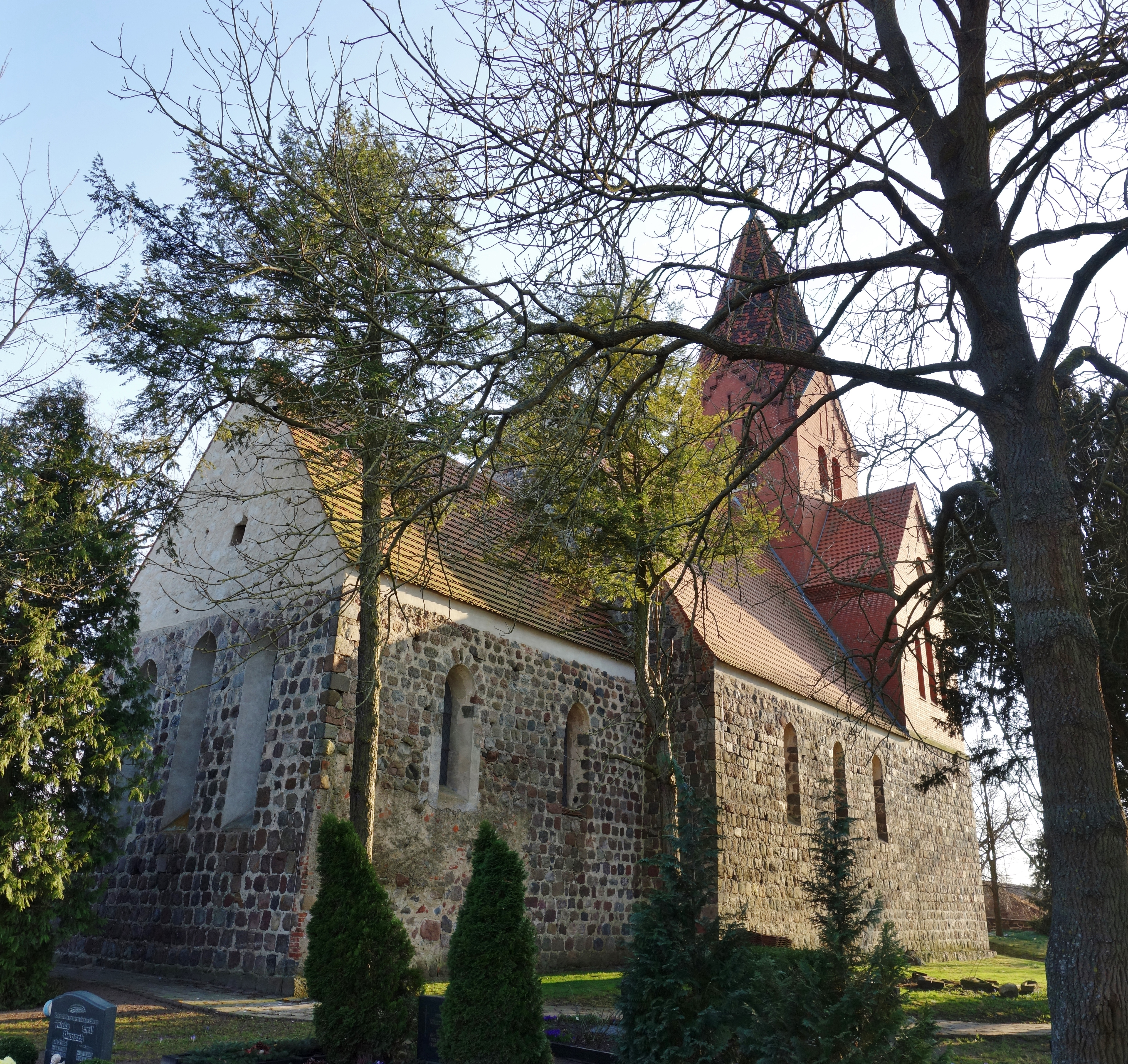
Nordostansicht

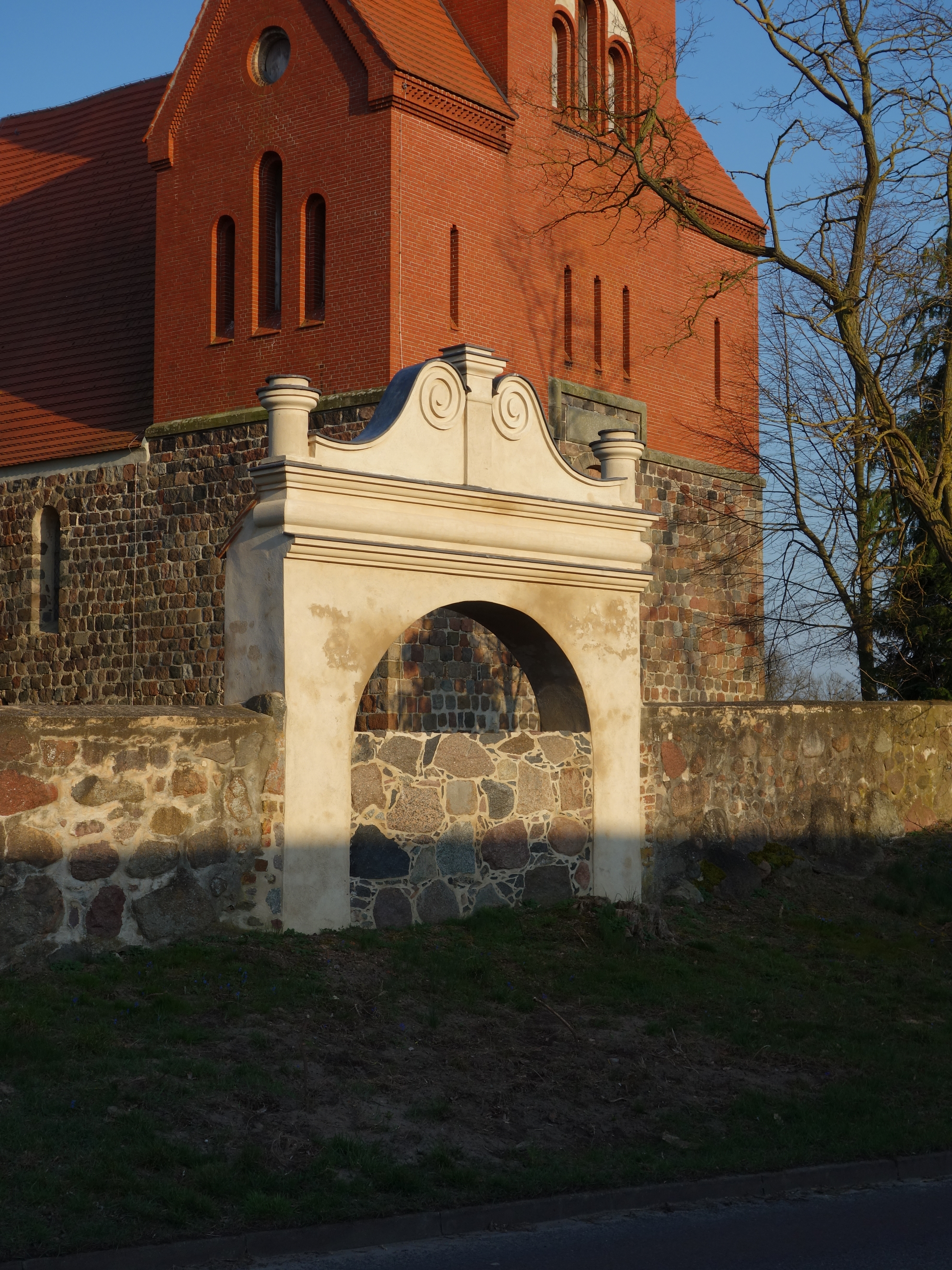
Ehemaliges Friedhofstor

Die evangelische Dorfkirche Mürow ist eine frühgotische Saalkirche aus Feldsteinmauerwerk im Ortsteil Mürow von Angermünde im Landkreis Uckermark in Brandenburg. Sie gehört zur Kirchengemeinde Schönermark im Kirchenkreis Uckermark der Evangelischen Kirche Berlin-Brandenburg-schlesische Oberlausitz.

## Geschichte und Architektur
Die Kirche von Mürow war über Jahrhunderte Mutterkirche und wurde 1812 Tochterkirche von Pinnow; seit 1969 wird sie von der Gemeinde Angermünde betreut.
Das Kirchenpatronat lag bei den örtlichen Gutsbesitzern, zuletzt von 1800 bis 1945 bei der Familie von Arnim.
Der flachgedeckte Feldsteinsaal mit Westturm in Schiffsbreite stammt aus der zweiten Hälfte des 13. Jahrhunderts; das obere Teil des Turms ist aus Backstein mit einem Helm von 1893. Ein Rüstholz in der südlichen Außenmauer wurde dendrochronologisch auf 1276 (d) datiert. Die schmalen Lanzettfenster, das gestufte Westportal mit Kreisfenster darüber und die Priesterpforte am eingezogenen Chor sind erhalten. Innen gliedert ein spitzbogiger Triumphbogen den Raum. Die breite Spitzbogenarkade zwischen Turmraum und Schiff ist bis auf eine Tür vermauert.
Eine Erneuerung am Dachstuhl erfolgte nach Einsturz im Jahr 1821 (d). Im Jahr 1956 wurden die Dächer von Turm und Schiff instand gesetzt, im Jahr 1959 eine Winterkirche unter der Westempore eingebaut. Die Dachdeckung wurde 1975 erneuert und das Innere des Schiffs neu angestrichen. Das Turmdach wurde in den Jahren 1988/1989 renoviert und eine neue Turmkugel 1991 aufgesetzt. Das Chordach wurde 1999 neu eingedeckt.
Im Jahr 2003 musste nach Schwammbefall und Einsturzgefahr eine Notsicherung am Dach durchgeführt werden, in den Jahren 2006/2007 erfolgte eine Sanierung, welche die Instandsetzung der Decken und des Dachwerks, die Erneuerung der Mauerkronen und die Turmsanierung umfasste. Danach wurde das Innere erneut angestrichen.

## Ausstattung
Das Hauptstück der Ausstattung ist ein künstlerisch wertvoller Altaraufsatz aus Holz von J. Diestlow aus Prenzlau. Der schlanke Aufbau ist inschriftlich auf das Jahr 1728 datiert und mit laubumwundenen Säulen und reichem Akanthusornament geschmückt. In der Sockelzone ist ein Abendmahlsrelief angeordnet, im Zentrum eine Kreuzigungsgruppe, im gesprengten Giebel der Auferstandene vor einer ovalen Kartusche, darüber der zum Himmel aufsteigende Christus.
Die auf das Jahr 1612 datierte hölzerne Kanzel zeigt am Korb zwischen Ecksäulchen Halbfigurenreliefs der Evangelisten mit ihren Symbolen in Rundbogenarkaden; in den Zwickeln sind Puttenköpfe zu sehen, ähnlich wie in der Dorfkirche Biesenbrow. An der Kanzelrückwand sind Gottvater und Christus dargestellt. Der achtseitige Schalldeckel ist mit durchbrochenen Ranken und der Figur von Christus als Gutem Hirten versehen.
Die hölzerne Taufe mit getriebener Messingtaufschale stammt aus der ersten Hälfte des 17. Jahrhunderts und wurde 1937 erneuert, in den rundbogigen Füllungen am achteckigen Becken sind Ornamente gemalt; der Fuß besteht aus Delphinen.
Ein Leuchterpaar aus Eisenguss stammt aus der ersten Hälfte des 19. Jahrhunderts. Eine Leuchterkrone aus Messing wurde im 19. Jh. geschaffen.
Eine Grabplatte für Adelheid von Arnim mit Relief des Mädchens im Totenhemd († 1585) ist erhalten. Eine Glocke wurde 1535 von Gregor Borgstede aus Hamburg gegossen.
Die Friedhofsmauer aus Feldstein war durch ein heute vermauertes Renaissanceportal geöffnet.
Die Orgel ist ein Werk von Wilhelm Sauer aus dem Jahr 1891 mit sieben Registern auf zwei Manualen und Pedal und wurde 1993 durch Ulrich Fahlberg instand gesetzt.